# Stazione di Catanzaro
La stazione di Catanzaro, detta comunemente Catanzaro Germaneto per distinguerla dalle altre stazioni della città, è una stazione ferroviaria posta sulla linea Lamezia Terme-Catanzaro Lido, a servizio del capoluogo calabrese.
È posta a 38 metri sul livello del mare, nel quartiere Germaneto, ad alcuni chilometri di distanza dal centro cittadino.

## Storia
La stazione ferroviaria di Catanzaro venne attivata il 15 giugno 2008, in contemporanea con l'apertura della variante di tracciato fra Settingiano e Catanzaro Lido.
Sostituì la vecchia stazione di Catanzaro, posta nel quartiere Sala alle pendici del colle dove è ubicato il centro storico cittadino.

## Strutture e impianti
La stazione dispone di 3 binari per il servizio viaggiatori. Le banchine laterali, sono collegate tra di loro da un sottopassaggio pedonale, inoltre è presente un monitor per fornire informazioni ai passeggeri e la biglietteria automatica.

## Movimento
La stazione è servita da treni regionali operanti sulla relazione Lamezia Terme-Catanzaro Lido/Crotone/Locri

## Galleria d'immagini

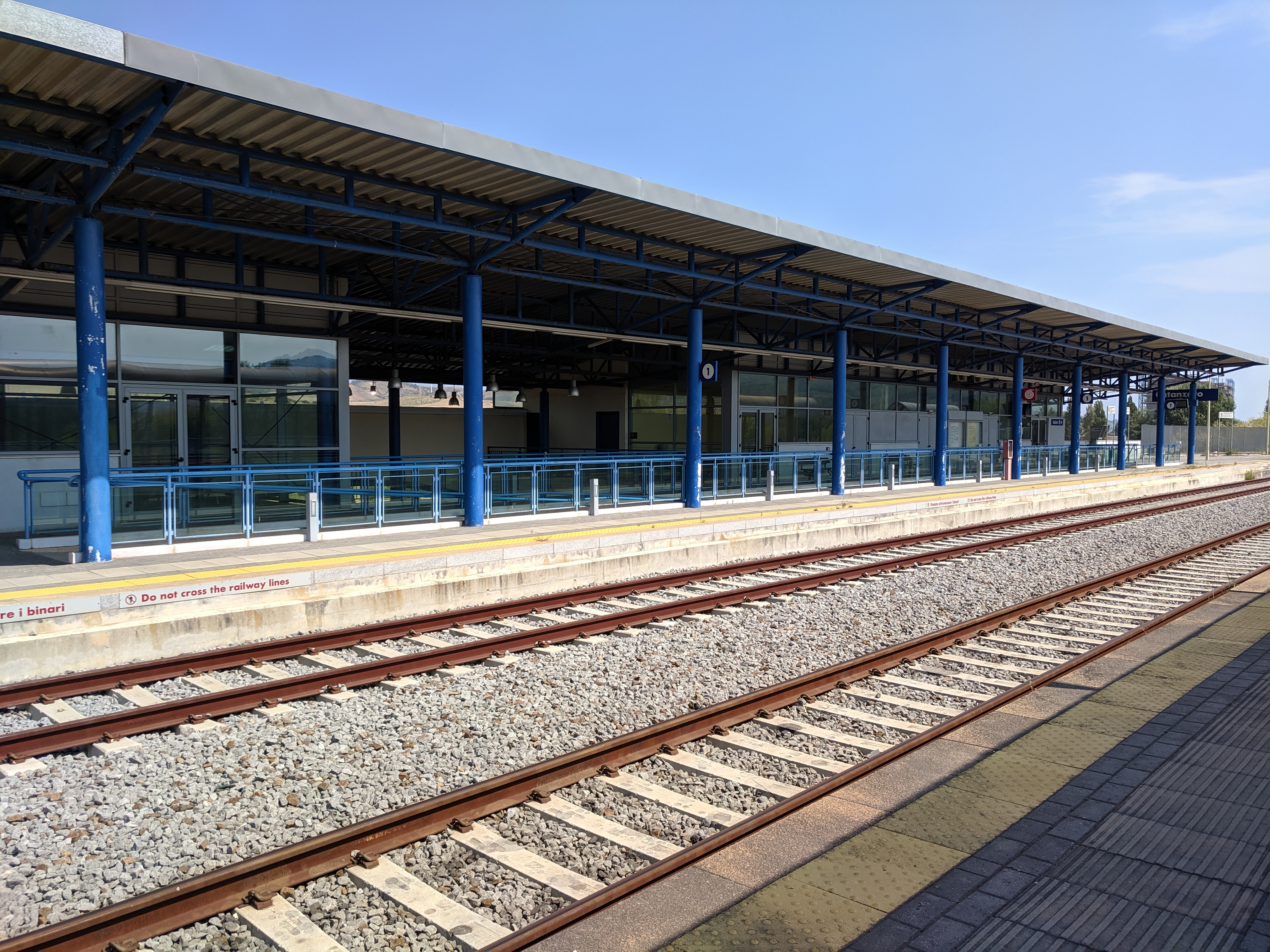
Vista binari
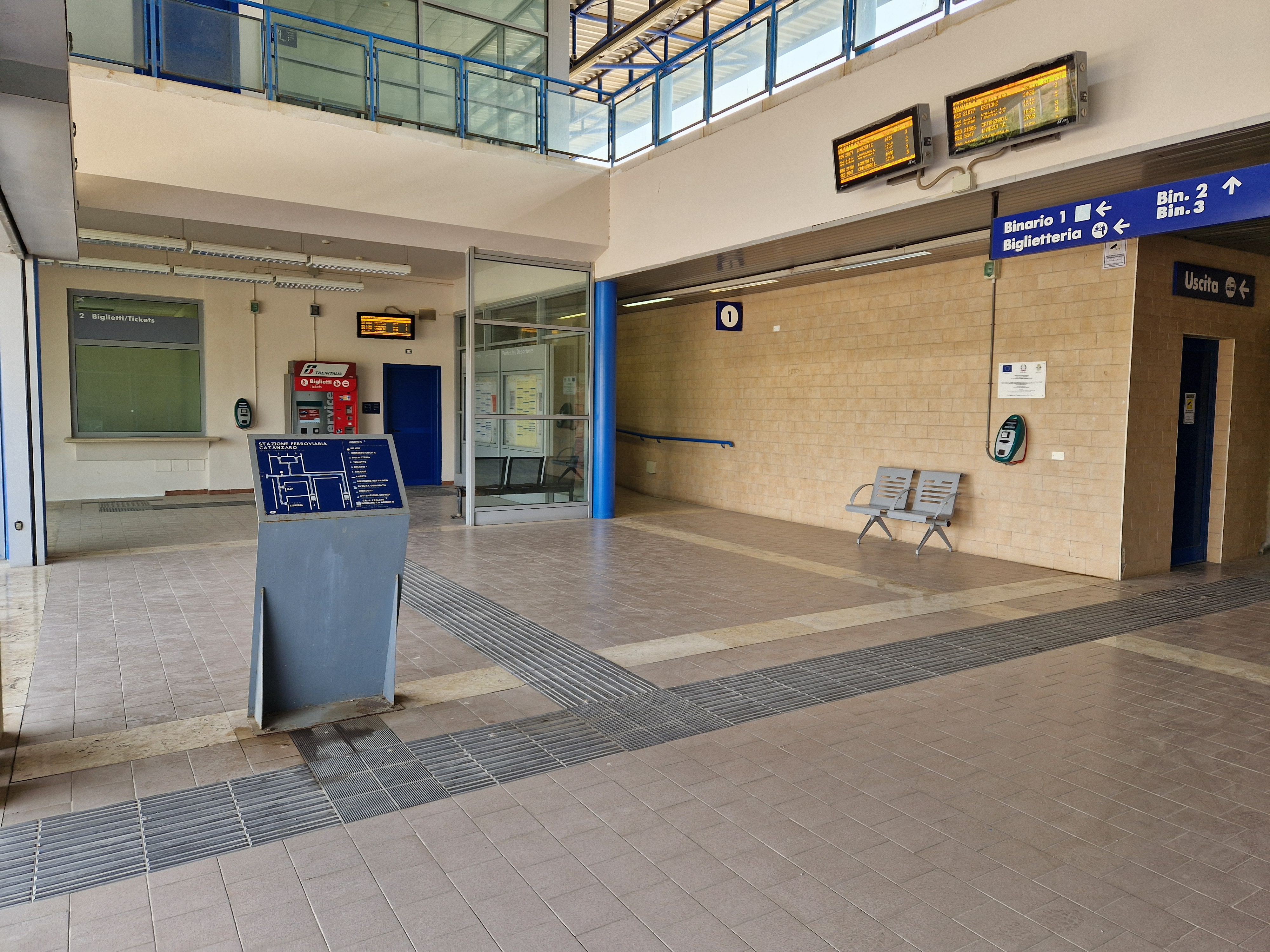
Vista ingresso